# Hôpital Brugmann

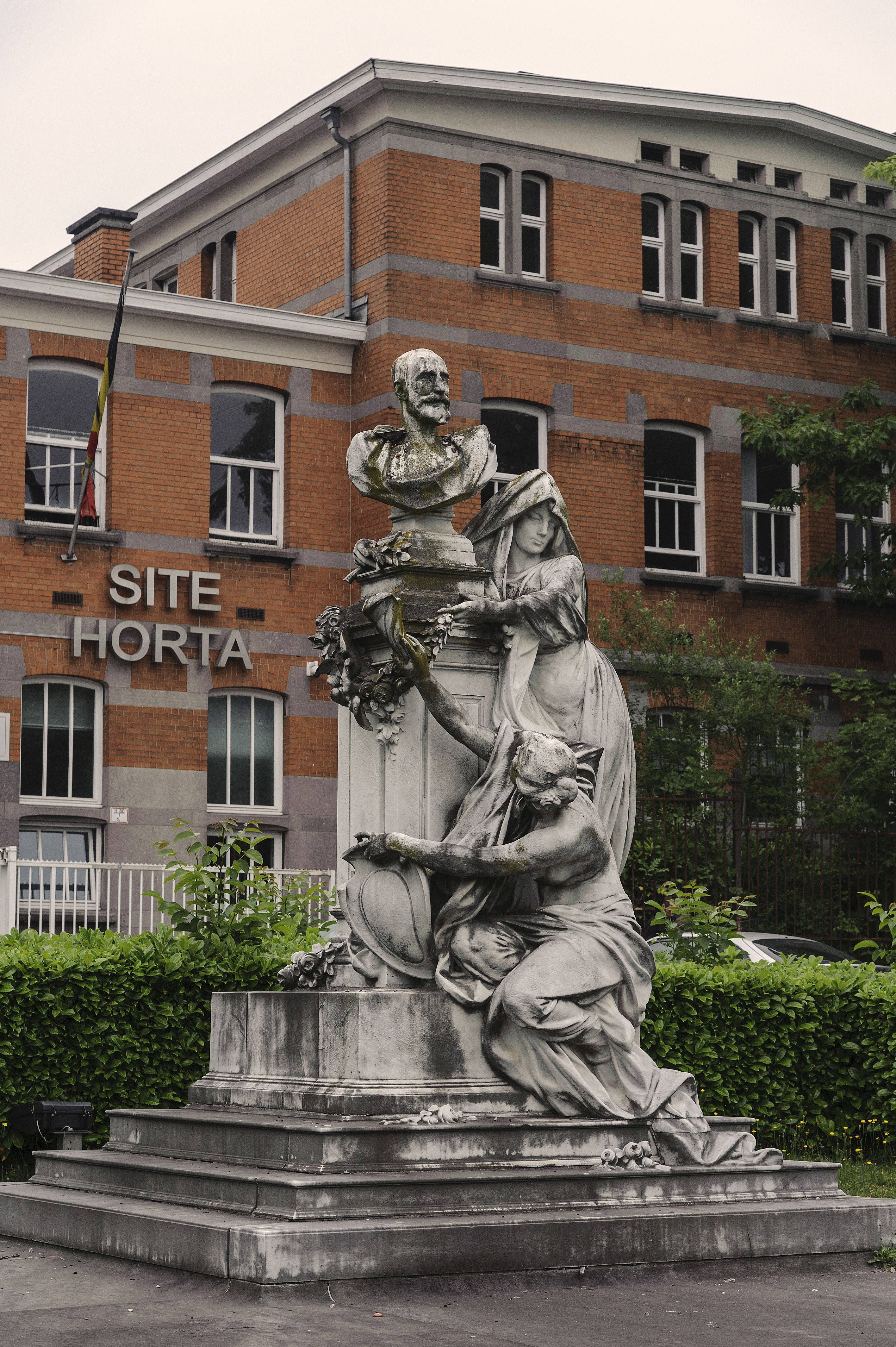
Ansicht des Hôpital Brugmann (Site Horta)

Das Hôpital Brugmann, heute bezeichnet als Site Horta, des auf drei Standorte aufgeteilten Centre Hospitalier Universitaire Brugmann, ist ein Krankenhaus im Brüsseler Stadtteil Laeken. Es wurde aus hinterlassenen Mitteln des Mäzens Georges Brugmann (* 18. Oktober 1829 in Verviers; † 22. November 1900 in Uccle) vom Architekten des belgischen Jugendstils Victor Horta von 1906 bis 1923 errichtet.

## Entstehungsgeschichte
Am Ende des 19. Jahrhunderts sah sich der Brüsseler Conseil Général des Hospices et Secours mit der Überalterung seiner bestehenden Krankenhäuser konfrontiert. Die Renovierungsarbeiten am Hôpital Saint-Jean (von 1851) und am Hôpital Saint-Pierre (von 1783) verschlangen enorme Summen und reichten doch nicht aus, um mit dem medizinischen Fortschritt Schritt zu halten. Bei seinem Tod 1900 hinterließ der Philanthrop und Mäzen Georges Brugmann dem Conseil Général die Summe von 5 Millionen belgischen Francs für den Bau eines Genesungsheimes. Da ein solcher Bau nicht dringend notwendig erschien, äußerte der Conseil den Wunsch, das Erbe Brugmanns für die Errichtung eines neuen Krankenhauses zu verwenden, das an die Medizinische Fakultät der ULB, der Freien Universität Brüssel, angegliedert wäre. Daher wurde eine entsprechende Vereinbarung zwischen dem Testamentsvollstrecker, dem Conseil Général und dem Collège Échevinal, einem elfköpfigen Gremium, bestehend aus dem Bürgermeister von Brüssel und seinen zehn Magistratsbeamten, geschlossen.
Mit der Umsetzung wurde 1906 einer der großen Architekten der Stadt, Baron Victor Horta, betraut, für den der Bau eines Krankenhauses eine neue Herausforderung bedeutete. Es war damals ungewöhnlich, dass die architektonische Strategie auf Grundlage der Empfehlungen der leitenden Ärzte festgelegt wurde. Daher überraschte die Originalität des Entwurfes, das Krankenhaus in die Horizontale zu verlagern. Durch die bahnbrechende Gestaltung in Pavillons wurden das Ansteckungsrisiko verringert und gleichzeitig die Umwelt und die Raumordnung geschützt. In den verschiedenen Gebäuden, die von miteinander verbundenen Gärten umgeben sind, wird der menschlichen Dimension der Vorrang eingeräumt. 1911 wurde der Grundstein gelegt, und am Ende des Ersten Weltkriegs konnte das Krankenhaus bereits Verletzte von der Front aufnehmen. Am 18. Juni 1923 wurde es offiziell eingeweiht. Seit diesem Zeitpunkt wird auch die Ausbildung in der Krankenpflege durchgeführt.
Die Beauftragung Victor Hortas geschah 1906 auf das Drängen seiner Freunde Maurice Frison und Max Hellet, Mitglieder des Conseil Général. Das Krankenhaus sollte 1.400 Betten umfassen und erweiterbar sein. Der Conseil entschied sich für einen Neubau außerhalb der Stadt auf Grundstücken der ehemaligen Leprakolonie Jette-Saint-Pierre und der Bruderschaft Saint-Eloy, durch einige notwendige Enteignungen abgerundet auf eine Fläche von 18 Hektar.

## Architektur und Raumplanung

### Lage des Geländes zum damaligen Zeitpunkt
Victor Horta analysierte die Verteilung der Krankenhäuser in den Brüsseler Vororten und die Wahrscheinlichkeit einer Bevölkerungszunahme in den Gemeinden Jette und Laeken, die durch die neue Einrichtung angeregt würde. Er prüfte die Ausrichtung des Gebiets in Bezug auf die vorherrschenden Winde und den Gesundheitszustand in Bezug auf den Ballungsraum Brüssel und kam zu dem Schluss, der Vorschlag sei hervorragend.
Nichtsdestoweniger gab es große Uneinigkeit mit der Medizinischen Fakultät und der Ärztekammer, die die Dezentralisierung der Krankenhäuser als Hindernis für die Bereitstellung der Lehrveranstaltungen und die Durchführung der Visiten ansahen. Sie lehnten auch Hortas Vorschlag ab, das Krankenhaus in einem horizontalen System zu entwickeln, das aus einer Reihe von Pavillons und Gärten bestand, die nach rationalen Kriterien angelegt werden sollten. Im Gegensatz dazu befürworteten die betroffenen Ärzte das vertikale Verteilungsschema, das nach ihrer Ansicht den medizinischen Erfordernissen und dem Management am besten genügte. Doch eine solche Anordnung erschien Horta nur dann gerechtfertigt, wenn die für die Einrichtung zur Verfügung stehende Fläche fehlt: „Die Vertikale ist in Stadtzentren wie New York oder London oder sogar Paris obligatorisch; sie konzentriert die Dienstleistungen, aber mehr oder weniger auf Kosten des Wohlbefindens der Patienten.“

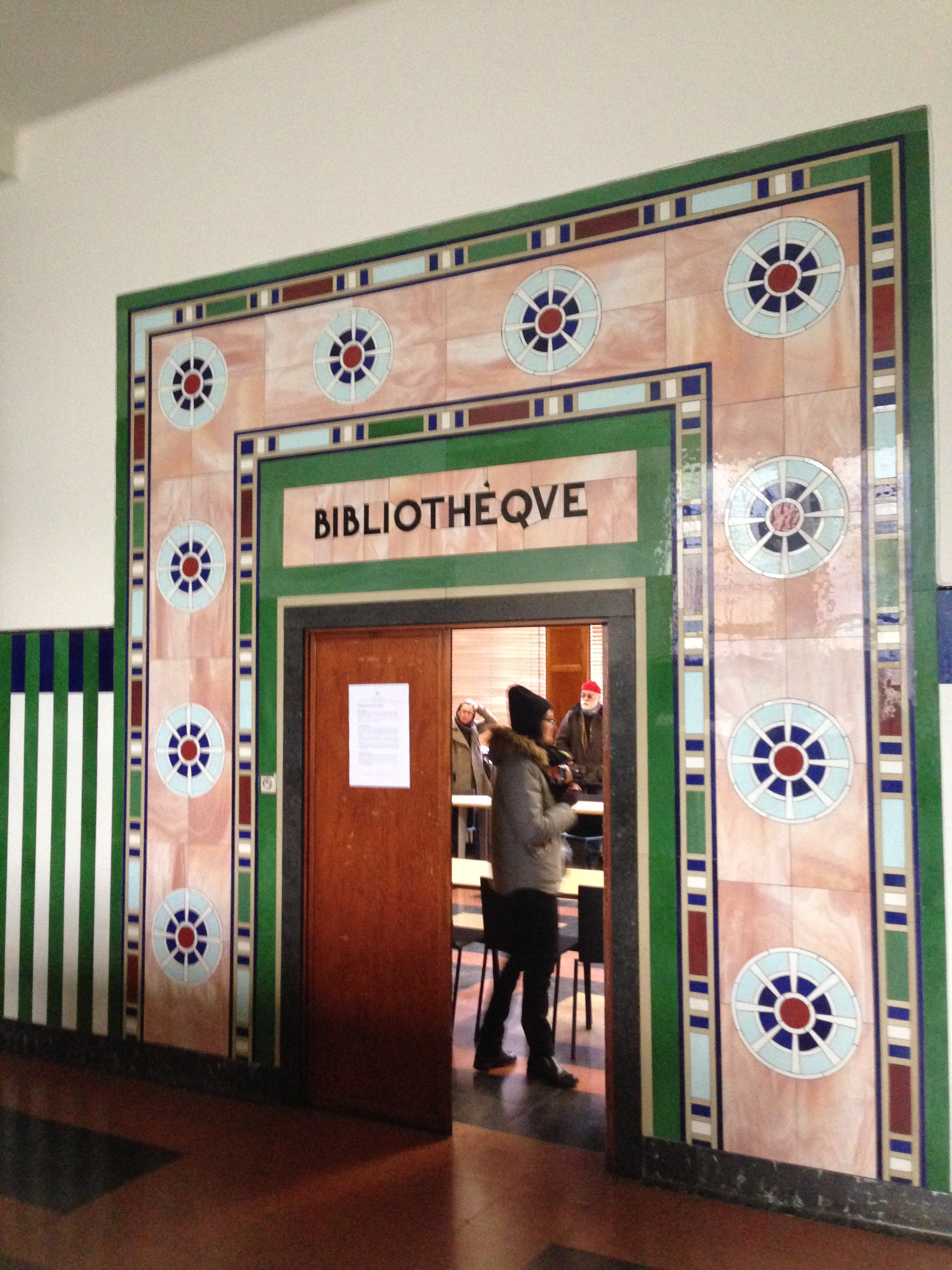
Eingang zur Bibliothek der Fondation Médicale Reine Élisabeth

Der ursprüngliche Entwurf wurde nach Hortas Prinzipien für eine Kapazität von 1.286 Betten angefertigt und im Juli 1907 vorgelegt. Jedoch entschied der Brüsseler Gemeinderat (auf Veranlassung der Medizinischen Fakultät) als Erleichterung für die Ärzte ein Krankenhaus mit 400 Betten in der Innenstadt beizubehalten. Dies führte in Verbindung mit der Verfügbarkeit des Vermächtnisses zu einer Verringerung des Projektumfangs. Ein zweiter Entwurf für 1.095 Betten wurde immer noch als zu kostspielig erachtet. Die Anzahl der Betten wurde zunächst auf 632 reduziert und dann schließlich auf 700 festgelegt. Horta wollte daraufhin seine Pläne überarbeiten, aber dieser Wunsch fand in den Augen der Verantwortlichen keine Gnade. Diese strichen einfach eine Reihe von Pavillons und beließen es sonst bei der ursprünglichen Ausrichtung. Auf diese Weise entstanden große Lücken im Gelände, die später, ohne die ursprüngliche Struktur der Anlage zu berühren, die Gebäude aufnehmen konnten, die für neue Anforderungen errichtet wurden. Ein Beispiel ist die Fondation Médicale Reine Élisabeth, 1933 von Henry Lacoste (1885–1968) errichtet, die sich der Neurologie widmet.
Die allgemeine Anordnung und das Verteilungsmuster der Pavillons lassen sich mit denen des Krankenhauses Santa Creu i Sant Pau (1902–1913) von Lluís Domènech i Montaner in Barcelona und des Krankenhauses Édouard Herrriot von Lyon (1910–1933) von Tony Garnier vergleichen.

### Gestaltung der Gebäude
Der Jugendstil, den Horta wegen seiner vielen runden Formen für ein Krankenhaus nicht so geeignet hielt, verschwand im Projekt zugunsten eines klareren und strengeren Bildes, das den Dimensionen der Anlage besser gerecht wird. Einige charakteristische Merkmale dieser Ästhetik finden sich in den Grundrissen der Straßen, in den Türgriffen, den Fensterbänken und den Sitzsteinen, in den breiten, hellen und offenen Treppenhäusern sowie in der Gesamtgestaltung einiger Eingangsbereiche. Das Hôpital Brugmann ist das letzte Werk dieser Stilrichtung. Seine Umsetzung erfolgte zeitgleich mit dem Palais des Beaux-Arts de Bruxelles, das stilistisch schon zum Art déco gehört. Die beiden Stilrichtungen müssen also während dieser Zeit in Hortas Werk nebeneinander existiert haben.
Der Architekt verstärkte die Horizontalität seiner Gebäude mit Bändern aus polychromem Mauerwerk, die von Gesimsen und Stützen unterstrichen werden. Er rhythmisiert das Ensemble durch Abfolgen von vertikalen Öffnungen. Ganz besondere Sorgfalt wurde auf die Gestaltung der Kamine gelegt, die überall auf dem Campus allgegenwärtig sind. Ausgehend von einer symmetrischen Zusammenstellung ergibt sich bei der Anordnung der Gebäude nicht nur das Bemühen um die Trennung der Funktionen, sondern auch das Bemühen um Orientierung. Alle Pavillons verfügten über sonnenbeschienene Räume, die in Innenhöfen, Terrassen und sogar auf Dachterrassen angeordnet wurden.
In der gesamten Anordnung zeigt sich eine klare Sorge um die Beziehung zum Individuum und die menschliche Dimension. Im krassen Gegensatz zu den sonst oft monumentalen und unpersönlichen Merkmalen dieser Art von Einrichtung verweisen uns diese Anliegen direkt auf die sozialen und städtebaulichen Konzepte der Gartenstädte der damaligen Epoche.